# 2. šumadijska brigada (NOVJ)
Za druge 2. brigade glejte 2. brigada.
2. šumadijska brigada je bila brigada v sestavi Narodnoosvobodilne vojske in partizanskih odredov Jugoslavije in ki je delovala med drugo svetovno vojno na področju Kraljevine Jugoslavije.

## Organizacija
- štab
- 2x bataljon